# 台湾蛳蜗牛
台湾蛳蜗牛（学名：Plectopylis ishizakii）是柄眼目蛳蜗牛科之下的一個物種。

## 分佈
本物種只見於台湾，常栖息在落叶下或土中。